# دودمان شین

هنگامی که دوران عظمت هان غربی به پایان رسید، شخصی به نام «وانگ مانگ» بر ضد حکومت شورش کرد. او در سال ۸ میلادی سلطنت را از آن خود کرد و با این اتفاق، دوران دودمان هان غربی پایان یافت و تا ۱۷ سال بعد حکومت «شین» بر چین حکومت می‌کرد.

## پیشینهٔ وانگ مانگ
وانگ مانگ برادرزادهٔ امپراتریس بیوه اعظم وانگ از هان بود که پس از مرگ امپراتور آی در سال ۱ ق.م. با کمک عمه خود دست یابی به قدرت مطلق را آغاز کرد. او اول به عنوان نایب السلطنه برای امپراتور پینگ تبدیل شد که به تدریج قدرتش را چنان در عرصه سیاست گسترش داد که دودمان هان فقط به نام وجود داشت، (همان کاری که امپراتریس لو ژی امپراتریس امپراتور گائوزو هان که در دوره سلطنت پسرش امپراتور هوی هان که عروسک وی بود همان قدرت رو گرفت و بعد از آن در دوره ای که پسرش مرد و قدرت را به‌طور مستقل به عنوان امپراتور بازیگری در دست گرفت) وانگ مانگ هم همان قدرت را گرفت و بعد از آن که امپراتور خردسال پینگ را مسموم کرد یک امپراتور جوانتر به نام امپراتور روی پینگ را روی کار آورد هر چند او هرگز بر تخت سلطنت ننشست و وانگ مانگ با تأیید عمه خود امپراتریس بیوه اعظم وانگ به عنوان امپراتور بازیگری قدرت خود را کاملاً بی نقص کرد و بعد از ان در سال ۹ میلادی موفق شد با شورش سلسله هان را حذف کند و به قدرت برسد.

## سقوط حکومت شین
وانگ مانگ با ایجاد اصلاحاتی نظیر تقسیم زمین تلاش کرد تا به عوام کمک کند اما اشراف بر ضد وی توطئه کرده و او را با وضع فجیعی سر بریدند. سپس، بار دیگر قدرت به دودمان هان بازگشت و امپراتوری هان شرقی به وجود آمد.